# Martín Pino
Martín Pino (Córdoba, Argentina; 16 de marzo de 1998) es un futbolista argentino que se desempeña como delantero y juega en San Martín de Tucumán, de la Primera Nacional de Argentina.

## Trayectoria
Martín Pino realizó gran parte de sus inferiores en Villa Azalais, donde debutó en la Primera de la Liga Cordobesa de Fútbol, hasta que a los 17 años, luego de superar una prueba, quedó seleccionado en Instituto de Córdoba.
Su debut profesional sería el 11 de diciembre de 2017, en la derrota 3 a 0 frente a Sarmiento de Junín, por el partido correspondiente a la fecha 12 del Campeonato de Primera B Nacional 2017-18.
Luego de cinco años en el conjunto cordobés, en el cual nunca se pudo afianzar en el primer equipo, y habiendo marcado 4 goles en 56 partidos, Pino es cedido a préstamo a Gimnasia y Tiro de Salta, para disputar el segundo tramo del Torneo Federal A 2022. En esta etapa hizo 5 goles y 1 asistencia en 17 partidos.
Para 2023 es prestado nuevamente, esta vez a Guillermo Brown de la Primera Nacional, en donde fue uno de los jugadores destacados del campeonato, al convertir 14 goles y dar 4 asistencias, en 35 partidos.
Luego de su buena temporada, en 2024 se une a Godoy Cruz, de la Primera División Argentina. Con el conjunto tomba en poco más de un año, Pino jugó 28 partidos, marcó 2 goles y dio 1 asistencia.
Para 2025 se une a préstamo a San Martín de Tucumán, para disputar el Campeonato de Primera Nacional 2025, debutando con su nuevo equipo el 8 de febrero, en el empate 0 a 0 frente Almagro, por la primera fecha del campeonato de ascenso. La siguiente fecha anotó su primer gol, que significó la victoria 1 a 0 ante Ferro Carril Oeste.

## Estadísticas

### Clubes
Actualizado hasta su último partido disputado el 17 de agosto de 2025.
| Club                                 | Div.          | Temporada     | Liga  | Liga  | Liga   | Copas nacionales | Copas nacionales | Copas nacionales | Torneos internacionales | Torneos internacionales | Torneos internacionales | Total | Total | Total  |
| Club                                 | Div.          | Temporada     | Part. | Goles | Asist. | Part.            | Goles            | Asist.           | Part.                   | Goles                   | Asist.                  | Part. | Goles | Asist. |
| ------------------------------------ | ------------- | ------------- | ----- | ----- | ------ | ---------------- | ---------------- | ---------------- | ----------------------- | ----------------------- | ----------------------- | ----- | ----- | ------ |
| Instituto de Córdoba Argentina       | 2.ª           | 2017-18       | 9     | 0     | 0      | —                | —                | —                | —                       | —                       | —                       | 9     | 0     | 0      |
| Instituto de Córdoba Argentina       | 2.ª           | 2018-19       | 3     | 0     | 0      | —                | —                | —                | —                       | —                       | —                       | 3     | 0     | 0      |
| Instituto de Córdoba Argentina       | 2.ª           | 2019-20       | 10    | 2     | 0      | —                | —                | —                | —                       | —                       | —                       | 10    | 2     | 0      |
| Instituto de Córdoba Argentina       | 2.ª           | 2020          | 8     | 1     | 0      | —                | —                | —                | —                       | —                       | —                       | 8     | 1     | 0      |
| Instituto de Córdoba Argentina       | 2.ª           | 2021          | 17    | 0     | 0      | —                | —                | —                | —                       | —                       | —                       | 17    | 0     | 0      |
| Instituto de Córdoba Argentina       | 2.ª           | 2022          | 9     | 1     | 0      | —                | —                | —                | —                       | —                       | —                       | 9     | 1     | 0      |
| Instituto de Córdoba Argentina       | Total club    | Total club    | 56    | 4     | 0      | 0                | 0                | 0                | 0                       | 0                       | 0                       | 56    | 4     | 0      |
| Gimnasia y Tiro (S) Argentina        | 3.ª           | 2022          | 17    | 5     | 1      | —                | —                | —                | —                       | —                       | —                       | 17    | 5     | 1      |
| Gimnasia y Tiro (S) Argentina        | Total club    | Total club    | 17    | 5     | 1      | 0                | 0                | 0                | 0                       | 0                       | 0                       | 17    | 5     | 1      |
| C. S. y A. Guillermo Brown Argentina | 2.ª           | 2023          | 35    | 14    | 4      | —                | —                | —                | —                       | —                       | —                       | 35    | 14    | 4      |
| C. S. y A. Guillermo Brown Argentina | Total club    | Total club    | 35    | 14    | 4      | 0                | 0                | 0                | 0                       | 0                       | 0                       | 35    | 14    | 4      |
| C. D. Godoy Cruz Argentina           | 1.ª           | 2024          | 18    | 1     | 0      | 7                | 1                | 1                | 2                       | 0                       | 0                       | 27    | 2     | 1      |
| C. D. Godoy Cruz Argentina           | 1.ª           | 2025          | 1     | 0     | 0      | —                | —                | —                | —                       | —                       | —                       | 1     | 0     | 0      |
| C. D. Godoy Cruz Argentina           | Total club    | Total club    | 19    | 1     | 0      | 7                | 1                | 1                | 2                       | 0                       | 0                       | 28    | 2     | 1      |
| San Martín (T) Argentina             | 2.ª           | 2025          | 22    | 7     | 3      | 2                | 0                | 0                | —                       | —                       | —                       | 24    | 7     | 3      |
| San Martín (T) Argentina             | Total club    | Total club    | 22    | 7     | 3      | 2                | 0                | 0                | 0                       | 0                       | 0                       | 24    | 7     | 3      |
| Total carrera                        | Total carrera | Total carrera | 149   | 31    | 8      | 9                | 1                | 1                | 2                       | 0                       | 0                       | 160   | 32    | 8      |
| 1. 2.                                |               |               |       |       |        |                  |                  |                  |                         |                         |                         |       |       |        |